# Jielong-3
Jielong-3 (en chinois : 捷龙三号 signifiant dragon agile), également appelé Smart Dragon-3 ou SD 3, est un lanceur spatial léger chinois développé par la filiale Chinarocket du conglomérat CALT, constructeur des fusées Longue Marche et des vaisseaux du programme Shenzhou. Avec ce lanceur à propergol solide, dont le premier vol a eu lieu le 9 décembre 2022 et pouvant placer 1,5 tonne sur une orbite héliosynchrone (de la même classe que le lanceur européen Vega), CALT complète son offre de lanceurs à destination du marché commercial qui comprenait déjà le micro-lanceur Jielong-1.

## Historique
Jielong-3 est le deuxième lanceur de la famille des Jielong développée par le conglomérat CALT après le micro-lanceur Jielong-1 dont le vol inaugural a eu lieu en aout 2019. Cette famille de lanceurs vise le marché des charges utiles commerciales caractérisée par une réduction des couts et une rapidité de mise en œuvre. Le développement d'une fusée de taille intermédiaire haute de 21 mètres, Jailong-2, a été annulé en septembre 2021. Un troisième lanceur, Jielong-4, qui aurait une poussée au décollage de 500 tonnes (2,5 fois celle de Jielong-3) est à l'étude mais aucune information officielle sur sa date d'introduction n'est connue. Il est prévu de construire jusqu'à 20 fusées Jielong par an.

## Caractéristiques techniques
Jielong-3 a des caractéristiques très proches de Zhongke-1A (longueur, diamètre, moteurs-fusées) pour être donc basée sur les mêmes composants. Il est dérivé des programmes de missiles balistiques chinois. 
La fusée comprend quatre étages à propergol solide. Elle est haute de 31 mètres, d'un diamètre à la base de 2,65 mètres et d'une masse au décollage de 145 tonnes. Le premier étage a une masse de 71 tonnes. La poussée au décollage est de 2 000 kilonewtons (environ 200 tonnes). Il est capable de placer 1 500 kilogrammes sur une orbite héliosynchrone de 500 km. La coiffe a un diamètre de 3,35 mètres. Le lanceur est conçu pour être lancé depuis une plateforme maritime. Le lanceur est transféré en position horizontale dans le port de Haiyang. Pour ce faire, il est positionné sur une structure grillagée située au-dessus de la mer de manière que celle-ci amortisse les vibrations et autres effets secondaires du décollage. La mise à feu du premier étage n'est pas précédée par l'expulsion de la fusée d'un tube, comme cela peut-être retrouvé sur des lanceurs comme Longue Marche 11, mais est effectuée directement sur le pas de tir,,.

## Historique des lancements
Le lanceur Jielong-3 a effectué son premier vol le 9 décembre 2022, en décollant de la plateforme Tai Rui positionnée en mer Jaune au large des côtes chinoises. Il a placé en orbite 16 micro et nano-satellites dont 8 satellites d'observation de la Terre de la société Changguang Satellite Technology : 7 satellites de la constellation Jilin-1 Gaofen 03D (42 kg de charge utile comprenant une caméra fournissant des images de 1 mètre de résolution avec une largeur de fauchée de 17 kilomètres) et un satellite, Jilin-1 Pingtai 01A01,,. Un second lancement est prévu pour 2023.
| Numéro | Vol | Date (UTC)              | Site de lancement                                                     | Charge utile                                                                                                | Orbite                 | Résultat |
| ------ | --- | ----------------------- | --------------------------------------------------------------------- | --- | ---------------------- | -------- |
| 1      | Y1  | 9 décembre 2022 06:35   | Plateforme Tai Rui mer Jaune (37.3°N, 123.7°E)                        | Jilin-1 Gaofen-03D-44-50 Jilin-1 Pingtai-01A01 HEAD 2H Jinzijing Qilu-1 05, 06 Tianqi 07 Huoju 1 CAS 5A     | Orbite héliosynchrone  | Succès,  |
| 2      | Y2  | 5 décembre 2023 19:24   | Plateforme Bo Run Jiu Zhou mer de Chine méridionale (21.2°N, 112.1°E) | Hulianwang Jishu Shiyan 3                                                                                   | Orbite terrestre basse | Succès   |
| 3      | Y3  | 3 février 2024 03:06    | Plateforme Bo Run Jiu Zhou mer de Chine méridionale (21.2°N, 112.1°E) | Dongfang Huiyan-GF01 DRO-L NEXSAT-1 WeiHai-1-01/02 XingShiDai-18/19/20 Zhixing-2A                           | SSO                    | Succès   |
| 4      | Y4  | 24 septembre 2024 02:31 | Plateforme Dong Fang Hang Tian Gang au large de Haiyang, mer Jaune    | Tianyi-41 Xingshidai-15, -21, -22 Fudan-1 Tianyan-15 (Final Frontier-1 (01)) Yuxing-2 (05) Jitian Star A-01 | SSO                    | Succès   |
| 5      | Y5  | 13 janvier 2025 03:00   | Plateforme Dong Fang Hang Tian Gang au large de Rizhao, mer Jaune     | 10 x CentiSpace-1                                                                                           | Orbite terrestre basse | Succès   |